# رون كامبل (رسام رسوم متحركة)
رون كامبل (بالإنجليزية: Ron Campbell)‏ هو رسام رسوم متحركة أسترالي، ولد في 26 ديسمبر 1939 في سيمور في أستراليا.

## وصلات خارجية
- رون كامبل على موقع IMDb (الإنجليزية)